# 産泰神社
産泰神社（さんたいじんじゃ）は、群馬県前橋市下大屋町にある神社である。安産の神として信仰され、各地にある産泰神社の総本社である。旧社格は村社。

## 概要
現在は安産守護の神社として信仰されているが、社殿裏には赤城山に由来する巨石群があり、赤城信仰に由来する磐座崇拝にはじまったものと考えられる。産泰の名も赤城大沼（千手観音菩薩）・小沼（虚空蔵菩薩）・地蔵岳（地蔵菩薩）の三所明神（三体）に由来するとみられている。
『産泰神社由来記』によれば日本武尊東征の折の創建とも、履中天皇元年の創建ともされる。
旧来は赤城山を背後に望む南向きの参道だったが、江戸時代に前橋藩主酒井氏の崇敬を受け、酒井氏が参道を西に向けたと伝えられ、参道の延長を産泰道路と呼称している。
享和元年（1801年）正一位に叙される。
安産祈願として江戸時代から抜け柄杓を奉納する習わしがある。

### 祭神
木花佐久夜毘売命（このはなさくやひめのみこと）

### 行事
- 産泰神社歳旦祭
- 産泰神社例祭
- 産泰神社八坂祭
- 産泰神社七五三祭
- 産泰神社新嘗祭

## 文化財
群馬県指定文化財
- 群馬県指定重要文化財
  - 産泰神社 本殿・幣殿・拝殿・神門及び境内地（平成6年3月25日指定） - 本殿は一間社入母屋造妻入り向拝付銅板葺（当初茅葺）、棟札より宝暦13年（1763年）の建築である。拝殿は正面3間、側面2間の入母屋造平入り、寄棟唐破風付向拝付銅板葺（当初茅葺）で、棟札より文化9年（1812年）の建築。幣殿も拝殿と同時期の建築とみられる。神門は三間一戸の八脚門で入母屋造銅板葺（当初茅葺）、棟札より天保4年（1833年）の建築[1]。
  - 産泰神社 神楽殿及び境内社金刀比羅宮拝殿 (附 棟札－８枚７組、工匠札－１枚)（令和5年9月8日指定） - 神楽殿は様式から18世紀後期の建築と推定。金刀比羅宮は入母屋造平入り、棟札より文化7年（1810年）の建築である[1]。

前橋市指定文化財
- 前橋市指定重要文化財
  - 産泰神社八稜鏡（昭和49年8月26日指定） - 平安時代、群馬県立歴史博物館に寄託。
- 前橋市指定重要無形民俗文化財
  - 産泰神社太々神楽（昭和48年9月24日指定） - 4月18日の例祭で奉納される[1]。奉納額には明和元年（1764年）のものもあり、衣装や面の多くは江戸時代のものであり長い伝統がある[7]。

## 受賞歴
・2024年度GOOD DESIGN賞受賞（公益財団法人日本デザイン振興会主催）
　グッドデザイン賞審査委員セレクション「私の選んだ一品2024」選出（選んだ人：倉方俊輔（建築史家）

## その他の産泰神社
出典による。
- 産泰神社 (足利市) - 栃木県足利市高松町
- 小倉産泰神社 (吉岡町) - 群馬県北群馬郡吉岡町小倉
- 産泰神社 (本庄市) - 埼玉県本庄市四方田
- 島護産泰神社 - 埼玉県深谷市岡

## 大黒塚古墳
産泰神社の南側、旧参道の脇に位置する30メートルの前方後円墳。文政年間に発掘され鈴鏡、曲玉などが出土したと伝わり、出土品は産泰神社に収蔵されている。『上毛古墳綜覧』荒砥村第44号墳。